# Namibianira aikabensis
Namibianira aikabensis is een pissebed uit de familie Protojaniridae. De wetenschappelijke naam van de soort is voor het eerst geldig gepubliceerd in 1995 door Kensley.